# نيسون دورما

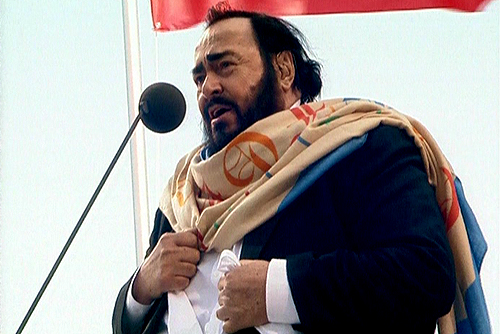
لوتشيانو بافاروتي

نيسون دورما (بالإيطالية: Nessun dorma)‏ (وهي تعني «لا أحد ينام» أو «ليهجر الجميع النوم»)، هي أغنية من الفصل الاخير في اوبرا بوتشيني «توراندو».
ارتبطت شهرة المغني بافاروتي بهذه الاغنية.
كما غنتها المطربة البريطانية ساره برايتمات في عرض رائع في لاس فيجاس، الولايات المتحدة.
في عام 2013 أدت الفائزة بنسخة 2013 من برنامج Got Talent الهولندي المغنية أميرة فيليخاخن الأغنية وهي لا تبلغ إلا 9 سنوات.